# Vârf de munte

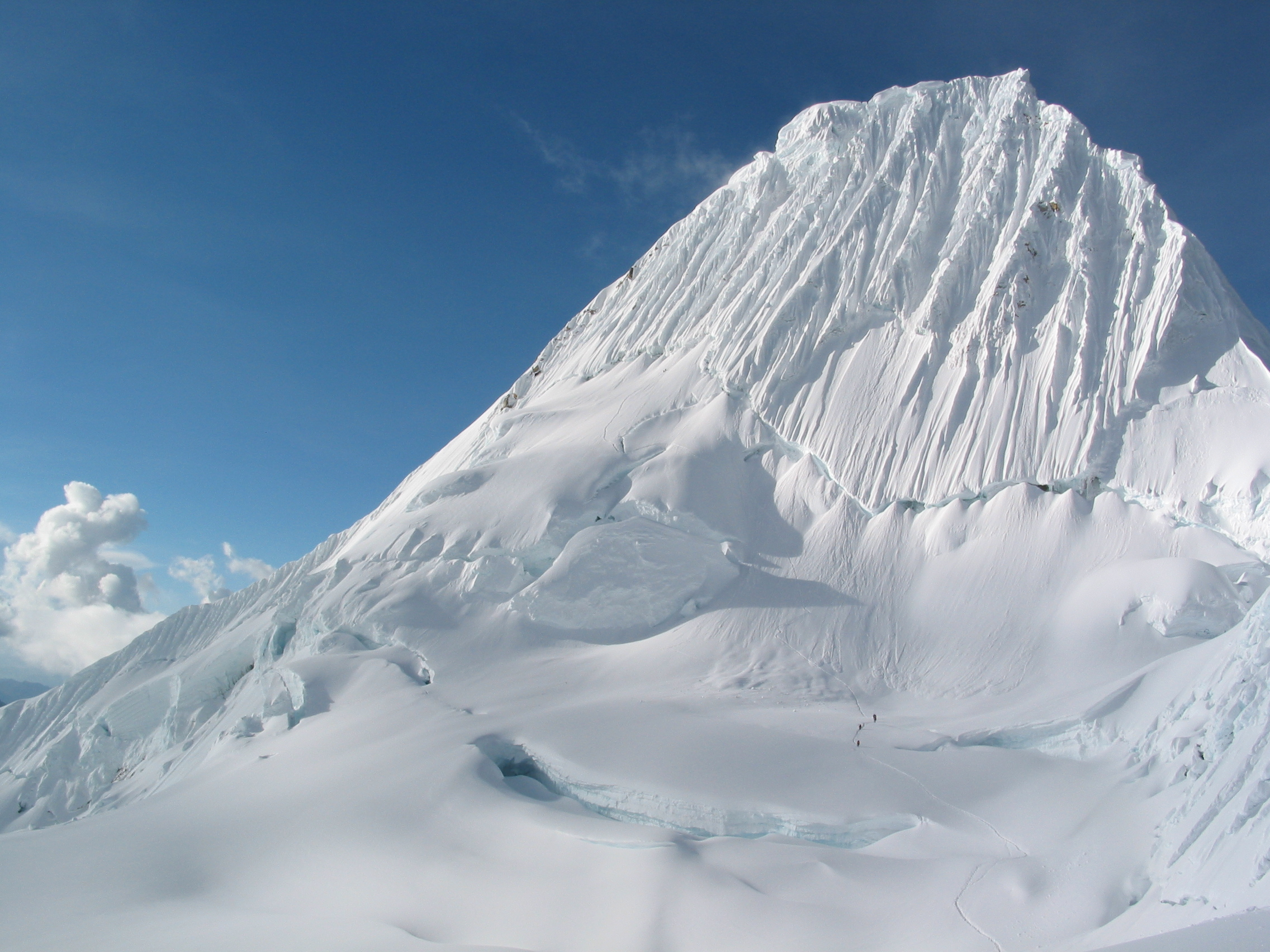
Vârful Alpamayo, Peru

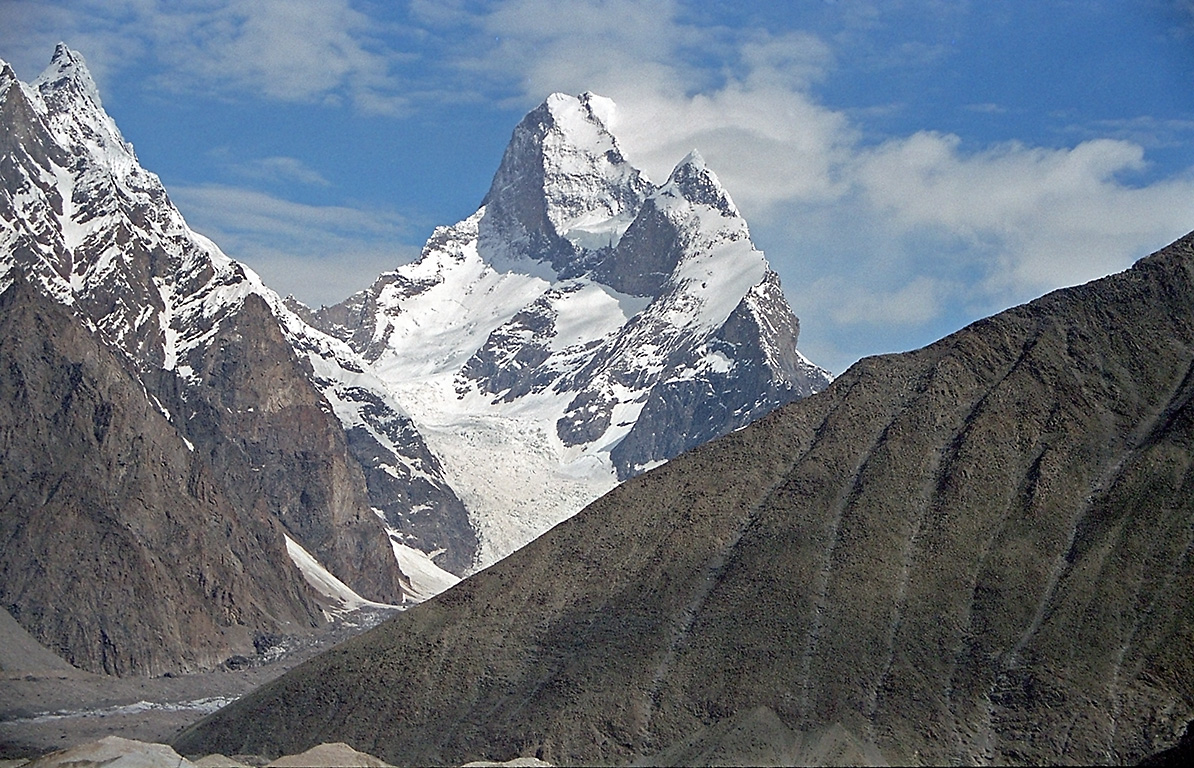
Vârful Muztagh, munţii Karakoram, Pakistan. Urcarea sa este deosebit de dificilă

Prin vârf de munte, sau vârf montan sau, uneori, vârf muntos, sau sinonimul pisc, se înțelege punctul cel mai înalt, din punct de vedere topografic, al unui munte sau al unui lanț montan. Din punct de vedere matematic, un vârf montan este un punct de maxim local, iar vârful de maximă altitudine al unui munte sau lanț muntos este un punct de maximum maximorum. 
Nu întotdeauna un vârf montan poate fi identificat cu precizie. Uneori unele vârfuri sunt alcătuite din multiple vârfuri dispuse pe aceeași curbă de nivel, formând o creastă denivelată continuu, dar aflată la o altitudine relativ constantă. Alteori, dacă zona de altitudine maximă a unui munte este o platformă de eroziune alpină, așa cum este Platforma Borăscu din munții Godeanu, este mai greu de determinat punctul cel mai înalt al acesteia întrucât platforma de eroziune este foarte similară cu o câmpie netedă. 
Vârfurile montane au exercitat întotdeauna o atracție firească, "cucerirea" acestora, în toate timpurile și în toate culturile, fiind sinonimă cu o realizare deosebită, de maximă importanță pe plan fizic, ideatic, filozofic sau spiritual. Nu întâmplător, fiind adesea învăluite în nori și deci deseori inaccesibile vederii libere, vârfurile cele mai înalte ale unui lanț montan au fost considerate misterioase locașuri ale unor ființe supranaturale, zeități sau zei.

## Cel mai înalt vârf montan

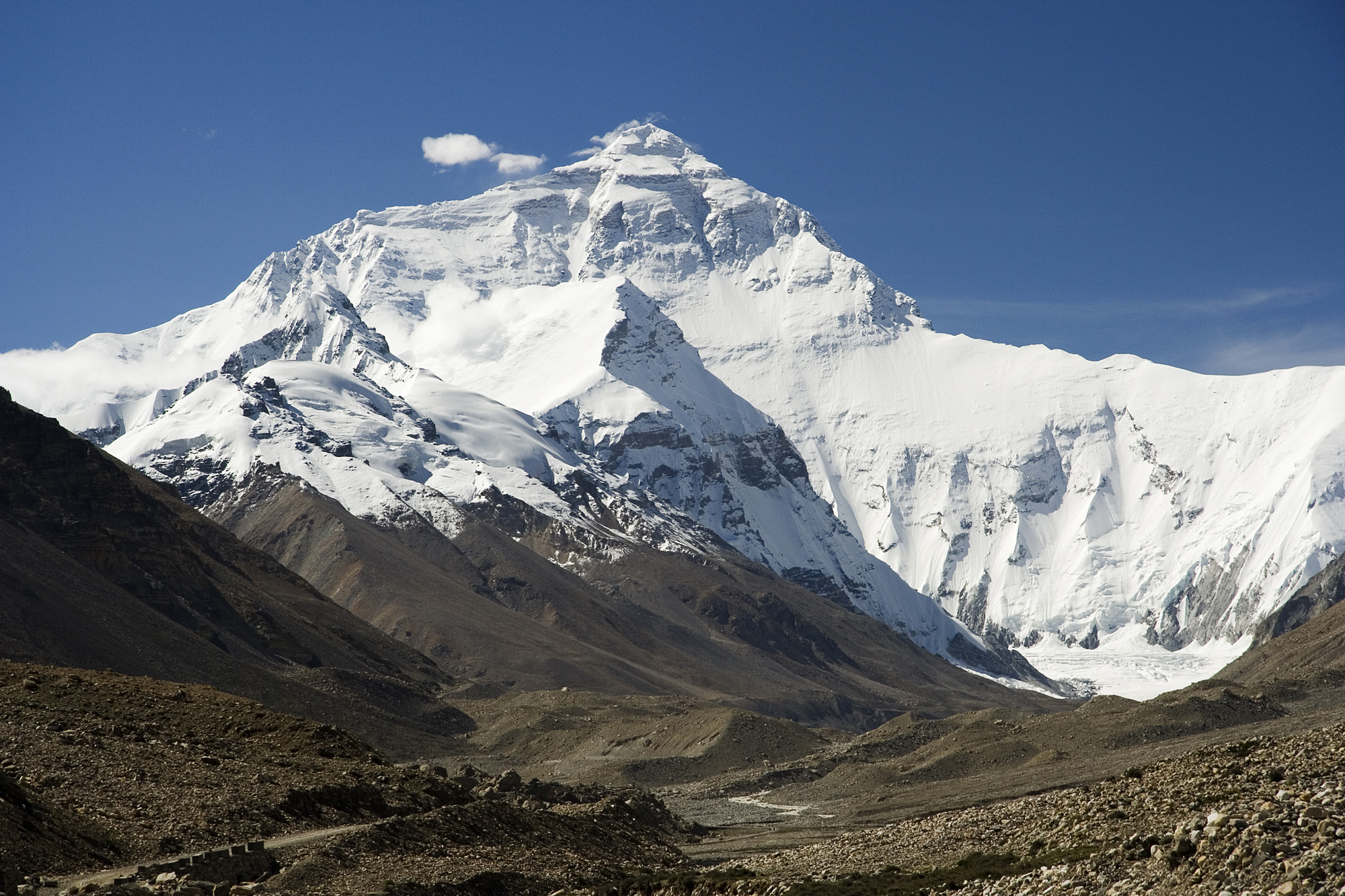
Everest este cel mai înalt vârf din lume, considerat față de nivelul mării

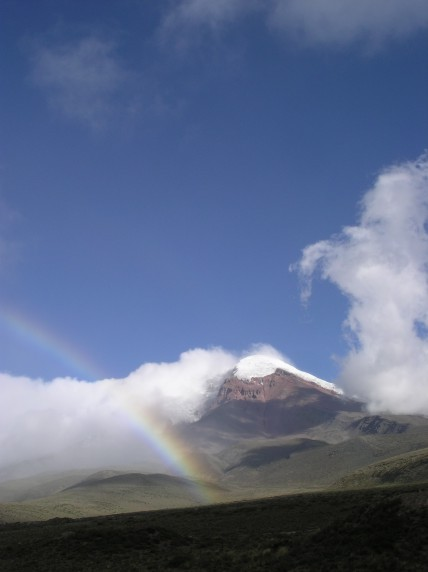
Chimborazo, fotografiat dinspre nord-vest

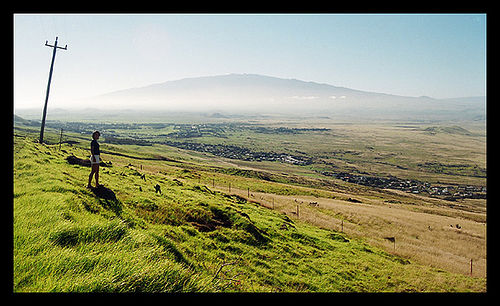
Mauna Kea – Vârful acestui munte vulcanic este punctul cel mai înalt al marginii craterului format de stratovulcanul a cărui bază se găsește la circa 6000 de metri sub nivelul mării.

Determinarea celui mai înalt vârf montan local, al unui lanț montan sau al unei regiuni, continent sau al lumii a constituit mereu unul din subiectele majore de discuție ale iubitorilor muntelui. În funcție de unul sau altul dintre criteriile considerate, diferite piscuri pot aspira în mod legitim la onorantul titlu de cel mai înalt vârf montan al Pământului. 
Astfel, dacă se ia în considerare criteriul de determinare al celui mai înalt vârf montan ca fiind diferența de altitudine dintre nivelul mării și altitudinea acestuia absolută, atunci vârful Everest din Munții Himalaya, la 8.848 de m deasupra nivelului mării, este cel mai înalt vârf montan al planetei noastre. 
Dacă se ia în considerare vârful montan aflat la cea mai mare distanță absolută de centrul planetei noastre, atunci vârful vulcanului stins Chimborazo, cu "numai" 6.267 m, dar aflat foarte aproape de Ecuator, unde curbura Terrei este maximă, este cel mai înalt vârf al planetei. 
În sfârșit, dacă se aplică ca principiu de analizare diferența dintre baza unui munte și punctul cel mai înalt al acestuia, vulcanul activ Mauna Kea din arhipelagul Hawaii este cel mai înalt munte al planetei având peste 10.000 m altitudine, dintre care 4.205 m sunt deasupra nivelului mării, iar peste 5.900 de metri sunt sub nivelul mării.

## Galerie de imagini a câtorva vârfuri montane

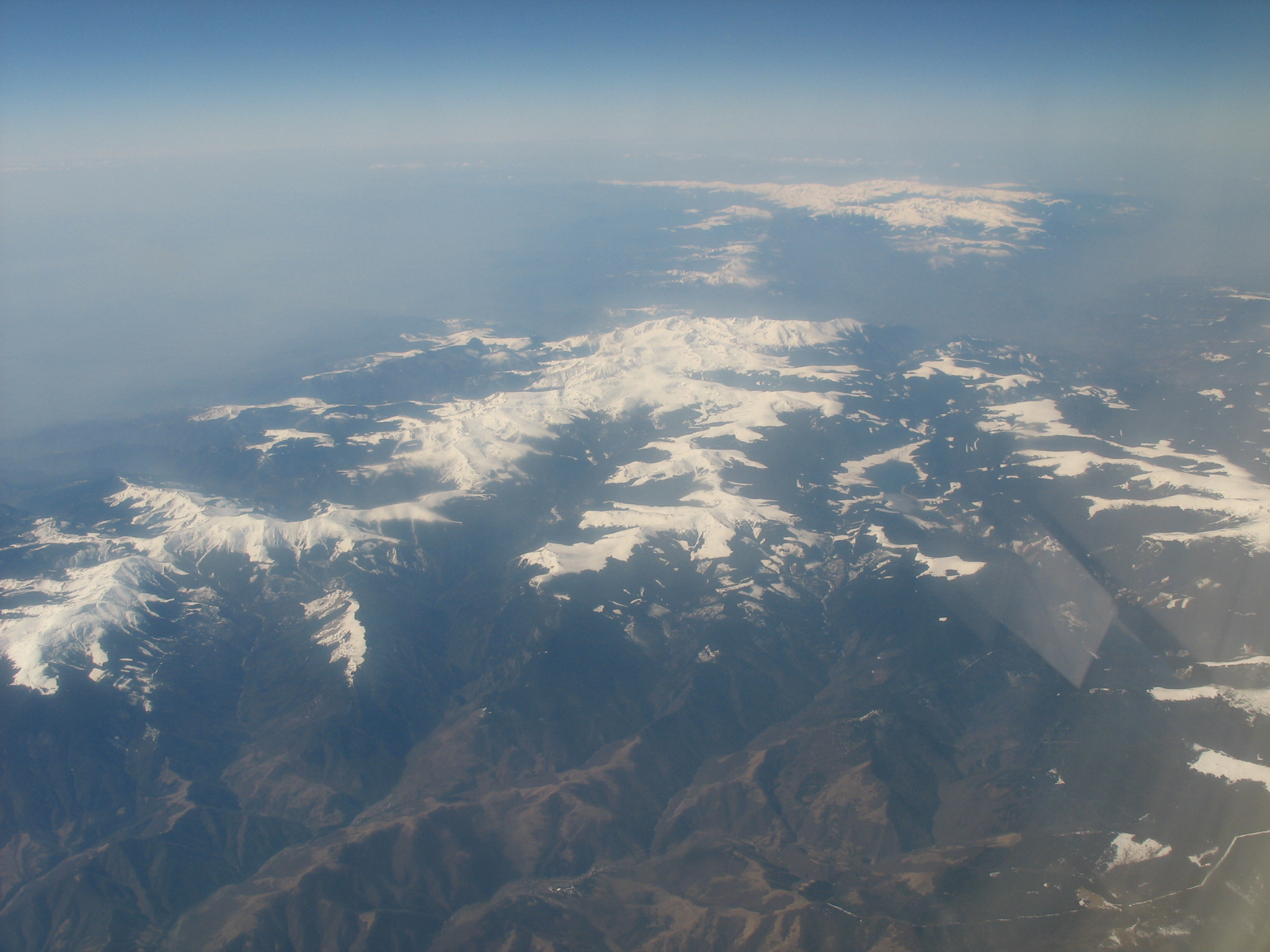
Munţii Carpaţii Meridionali
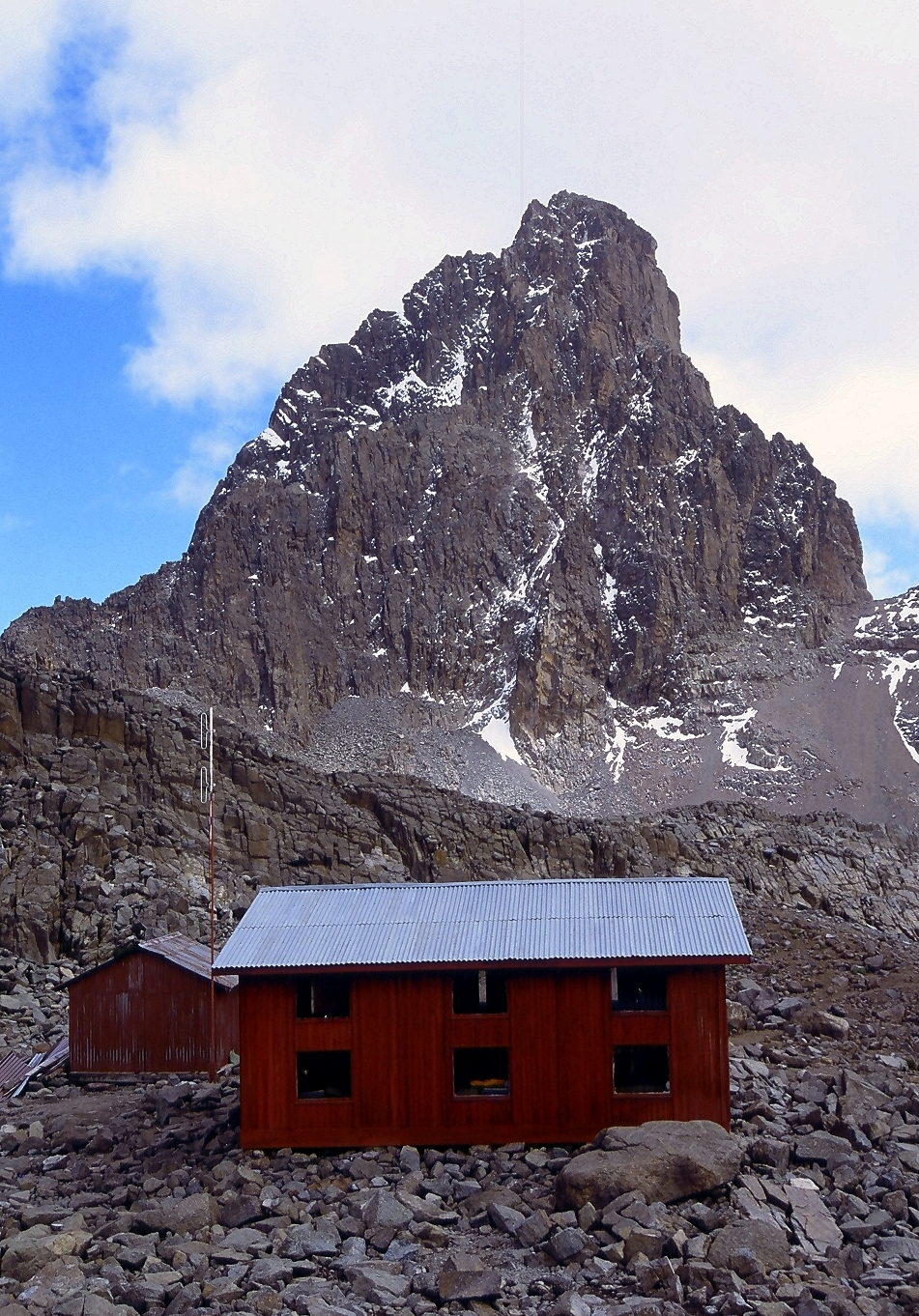
Vârful muntelui Kenya
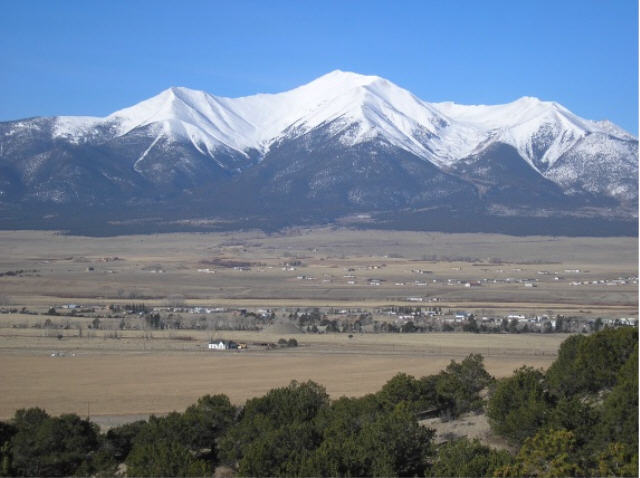
Cele trei vârfuri ale muntelui Princeton din Colorado
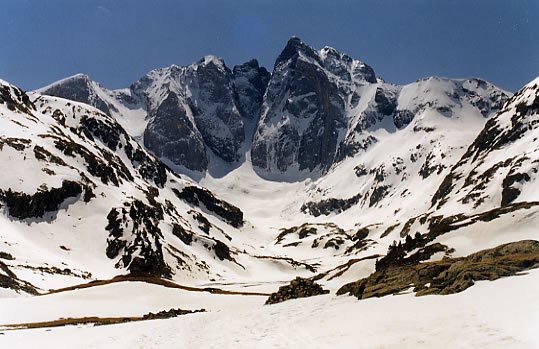
Vârful Vignemale din Munţii Pirinei
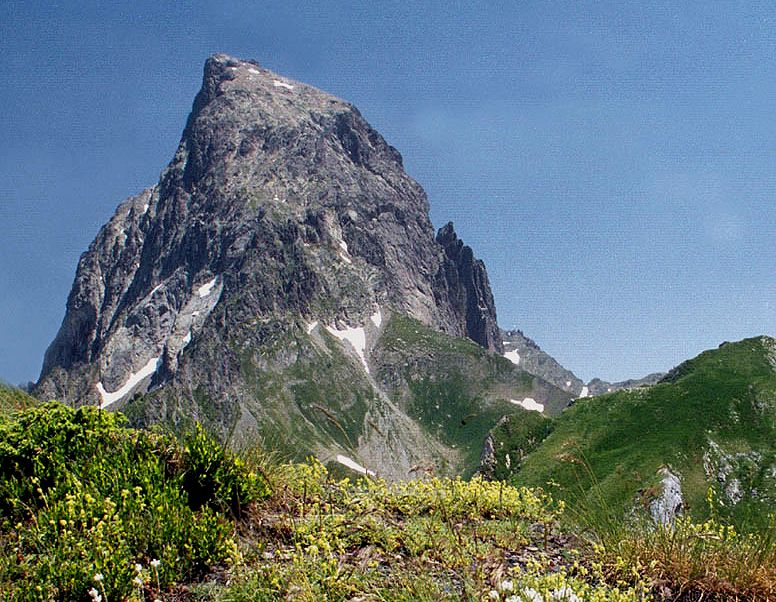
Pic du Midi d'Ossau
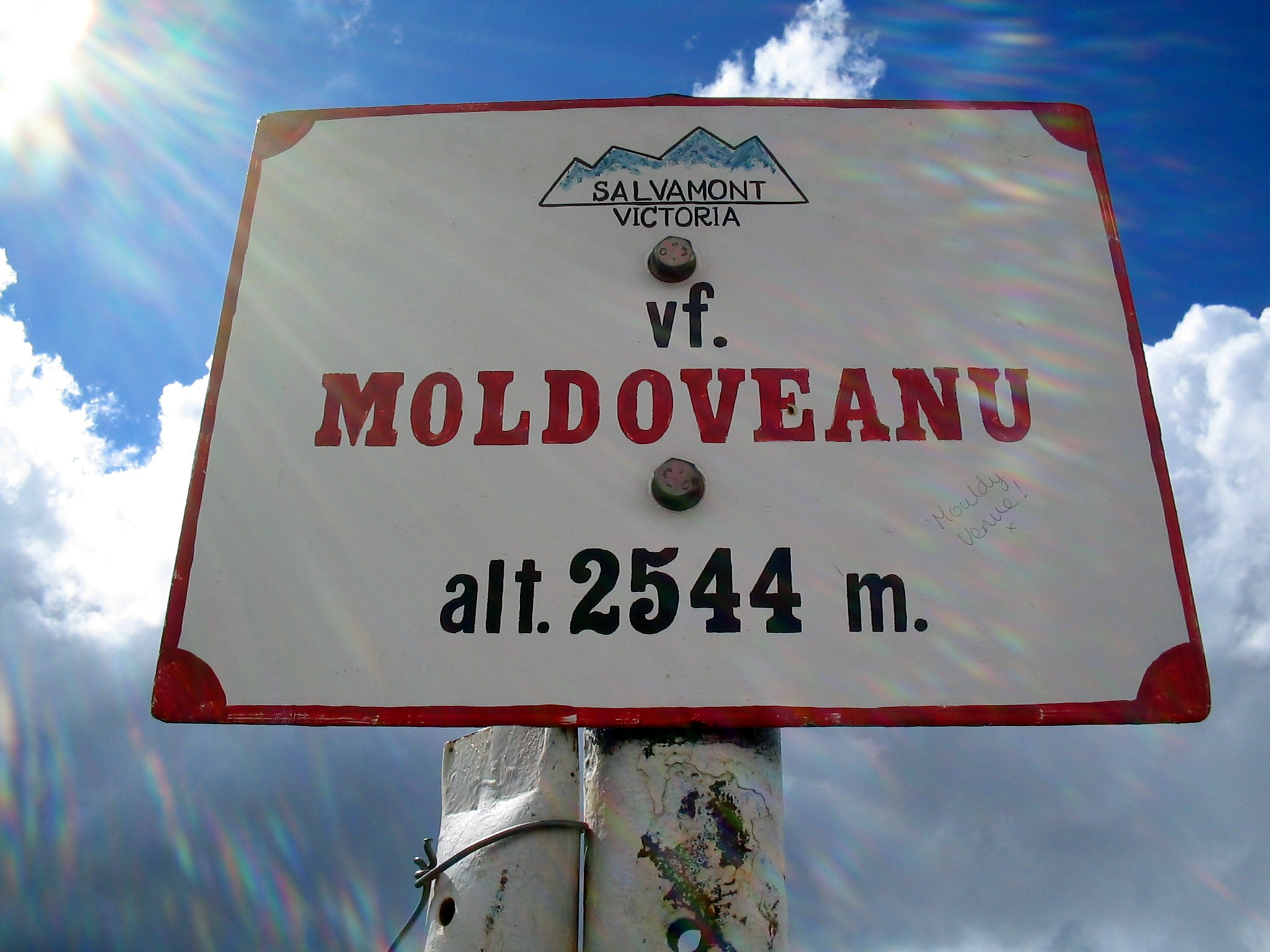
Vârful Moldoveanu, Munţii Făgăraş
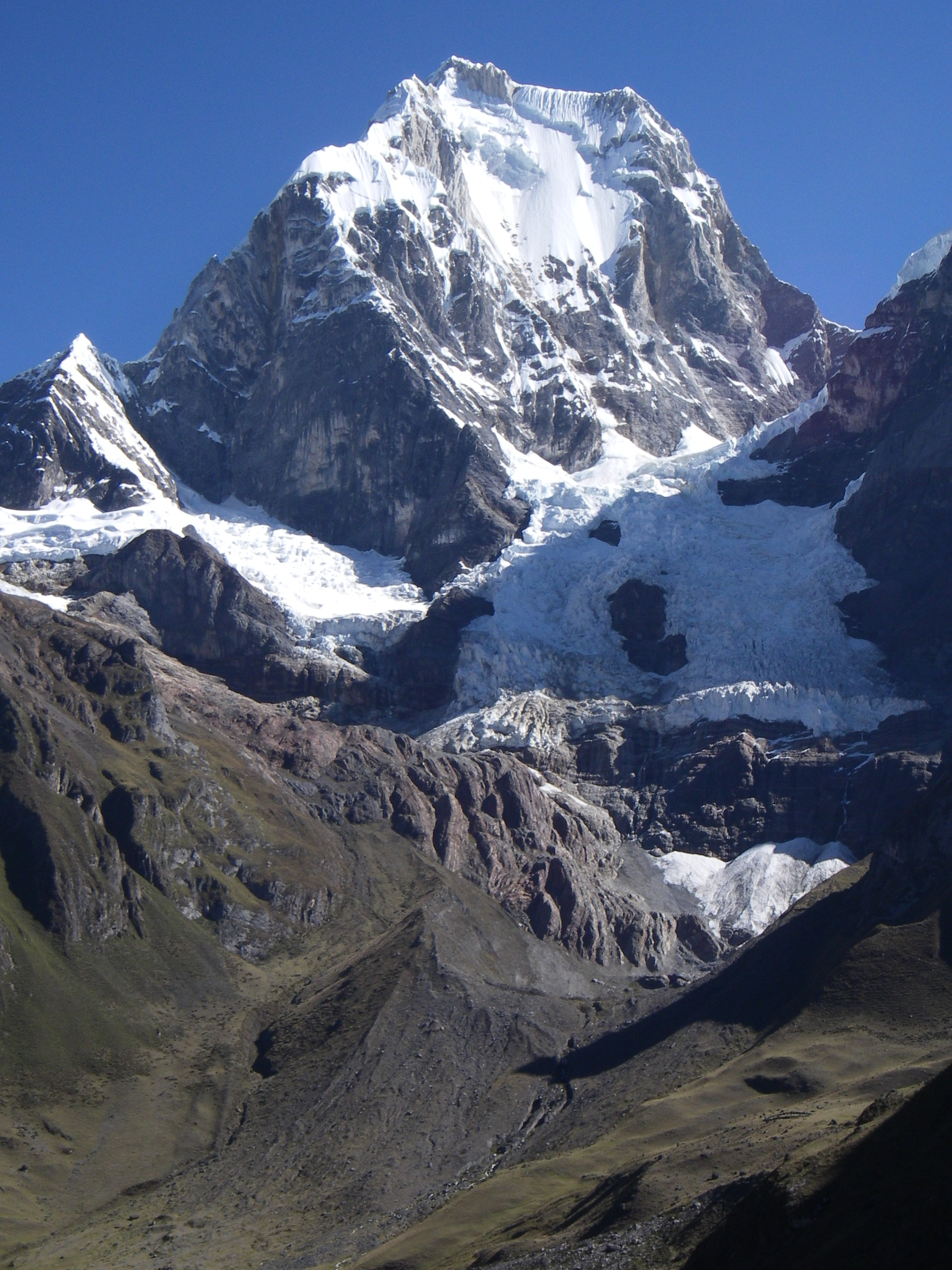
Vârful Yerupaja Grande, Peru
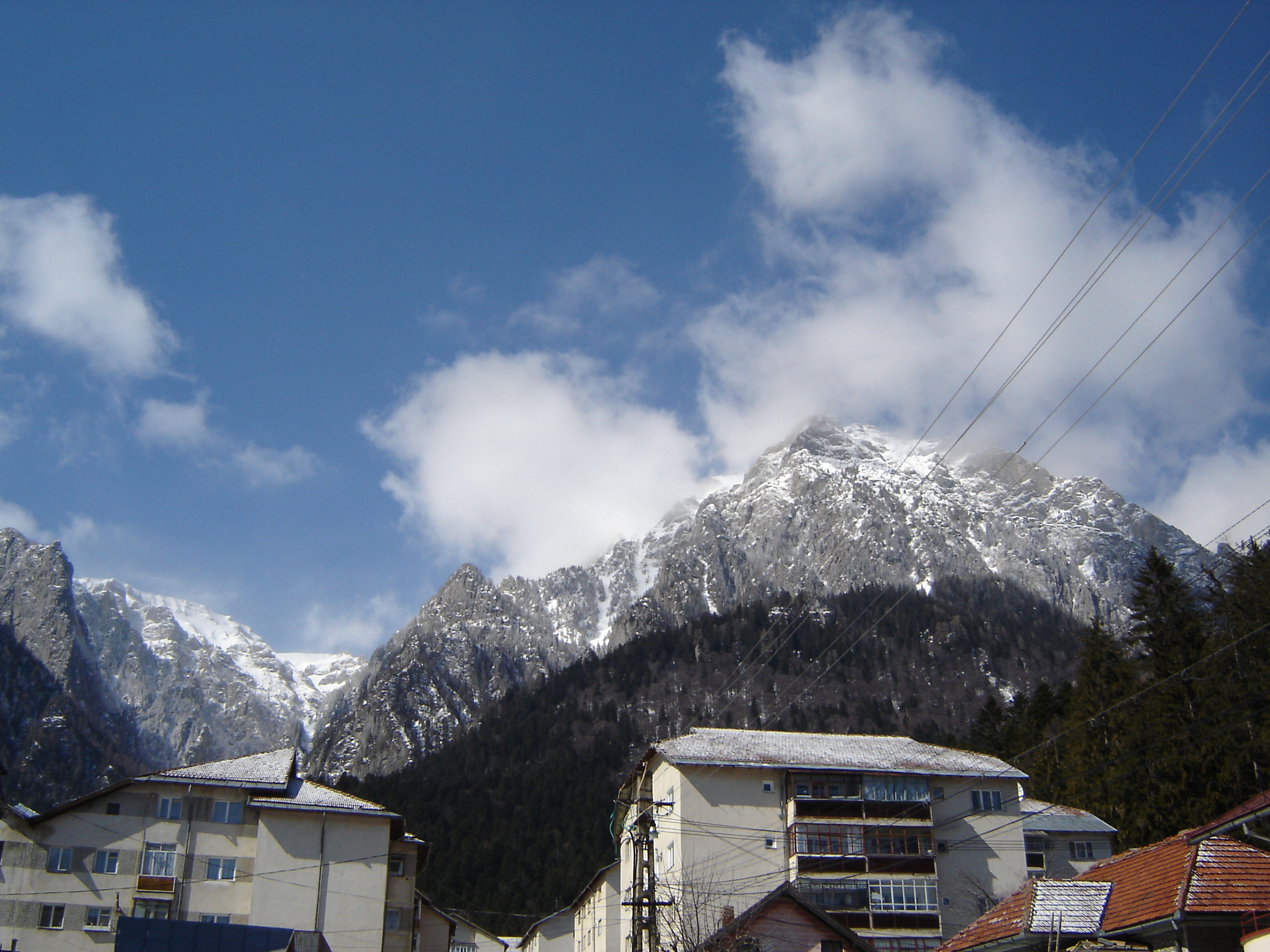
Vârful Caraiman, Munţii Bucegi